# Gele stroom
Gele stroom is een energiebron in onderzoeksfase waarbij uit urine of afvalwater ammoniak gewonnen wordt, welke vervolgens wordt aangewend in een brandstofcel. Ammoniak is een afbraakproduct van ureum en eiwitten. Ammoniak kan zowel direct of middels de productie van struviet (magnesiumammoniumfosfaat) welke na verhitting wordt omgezet in o.a. ammoniak en fosfaat (welke weer als meststof in de landbouw afgezet kan worden).
De potentie is relatief gering. Over heel Nederland hooguit stroom voor 30.000 huishoudens. Maar nu kost ammonium- (vanwege noodzakelijke beluchting) en fosfaatverwijdering uit afvalwater juist energie. Het gewonnen ammoniak kan ook als meststof worden gebruikt.
Er zijn brandstofcellen van het type solid oxide fuel cell (SOFC) die ammoniak omzetten maar deze zijn met 10.000 euro per kW (prijs 2011) nog erg duur. Deze werken ook bij een hoge temperatuur.